# Кубанська область
45°02′00″ пн. ш. 38°58′00″ сх. д. / 45.0333° пн. ш. 38.9667° сх. д.
Кубанська область — адміністративно-територіальна одиниця Російської імперії у 1860—1921, земля Кубанського козацького війська. Займала територію 81 216,5 верст² (94 360 км²).

## Історія
Утворена 1860 з земель Чорноморського козацького війська і західної частини Кавказького лінійного козацького війська.
На 1900 населення області наближалося до 2 млн осіб. У 1913 Кубанська область була на 2-му місці по збору збіжжя і на 10му — по виробництву хліба. Тут будувалася залізниця, працювала харчова і хімічна промисловість.
У 1917 ввійшла у склад Кубанської Народної Республіки. У 1918 році Кубанська область була проголошена частиною Північно-Кавказької Радянської Республіки.
7 грудня 1920 увійшла до складу Кубано-Чорноморської області.

## Поділ

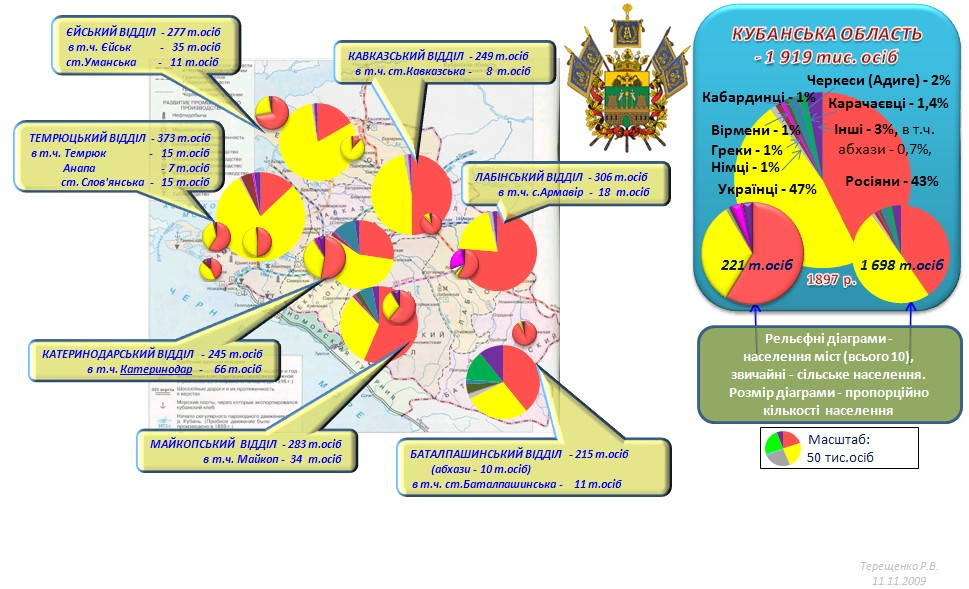
Населення Кубанської області за рідною мовою за даними перепису населення 1897 року

### Полковий поділ
Край поділявся на 11 козацьких полків:
- Запорозький полк (до 1910 року — Єйський полк)
- Уманський полк
- Полтавський полк
- Таманський полк
- Чорноморський полк
- Кавказький полк
- Катеринодарський полк
- Лінійний полк (до 9 квітня 1906 року — Урупський полк)
- Лабинський полк
- Кубанський полк
- Хоперський полк

### Окружний поділ 1860—1896
Адміністративно область ділилася до 1869 року на три округи (у Кубанській лінії у 1794 році було 5 округів, у 1802 році — 4, з 1842 року — 3):
- Єйський округ
- Катеринодарський округ
- Таманський округ (окружне місто Тамань, згодом станиця Петровська)

1866 (за іншими даними 1867) року створено Чорноморський округ, який пережив поділ області на повіти і потім на відділи, і згодом був виділений в окрему Чорноморську губернію.

### Повітовий поділ 1869 (1870)— 1886
1870 (інші дані 1869 рік) року були створені повіти:
- Темрюцький повіт
- Катеринодарський повіт
- Єйський повіт
- Майкопський повіт
- Баталпашинський повіт
- Чорноморський округ — існував у складі області у 1866 (інші дані 1867)-1896 роках.

Повіти створені 27 січня 1876 року:
- Кавказький повіт (повітове місто Армавір)
- Закубанський повіт (повітове місто Гарячий Ключ)

### Відділовий поділ у 1880—1920 роках

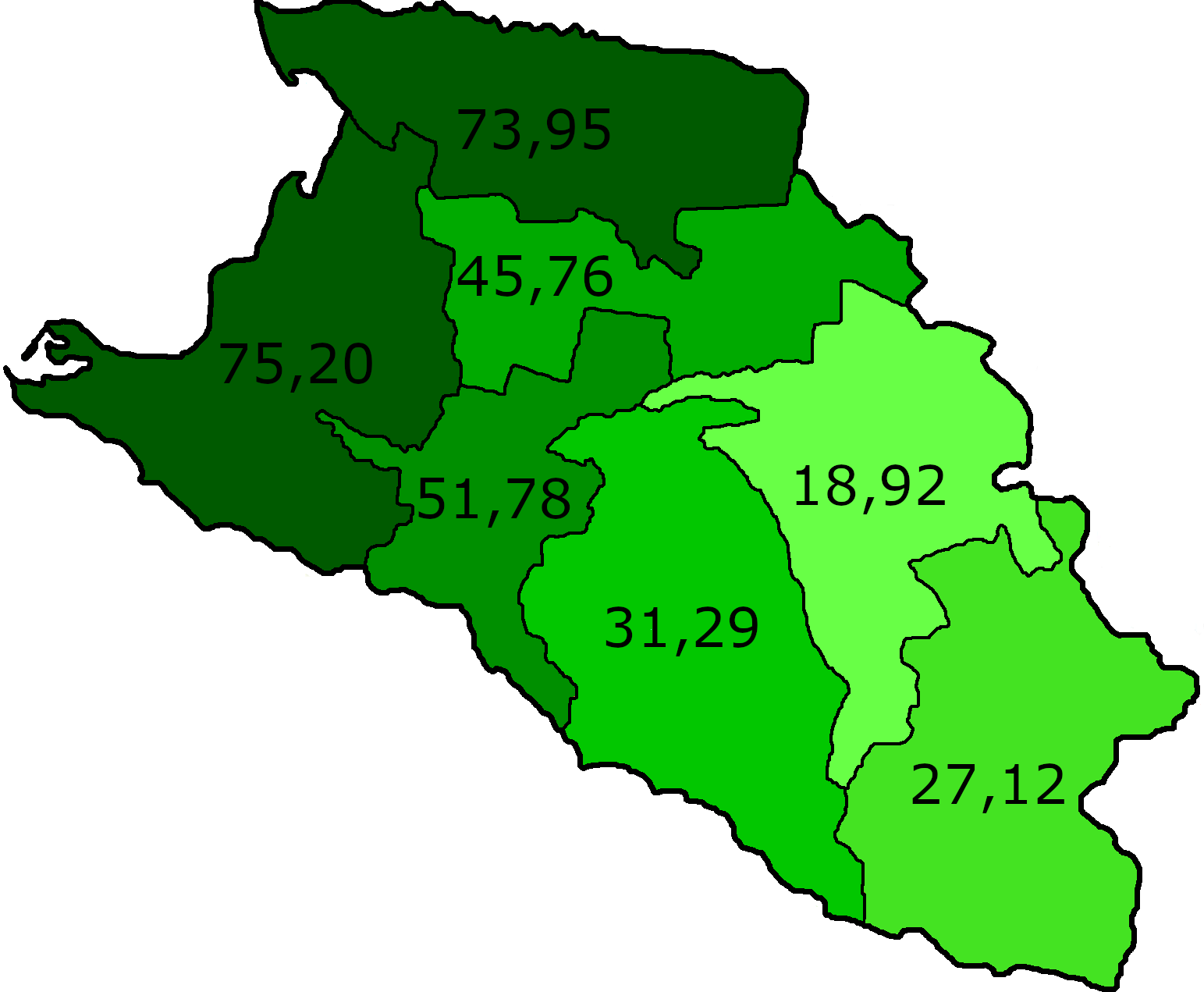
Частка українськомовного населення в відділах Кубанської області за даними перепису населення 1897 року

1880 року повіти перетворені у відділи (рос. дореф. отдѣлы) Кубанської області:
- Таманський відділ (до 1910 року Темрюцький відділ)
- Катеринодарський відділ
- Єйський відділ
- Майкопський відділ
- Лабинський відділ
- Баталпашинський відділ
- Кавказький відділ
- Чорноморський округ — існував у складі області у 1866 (інші дані 1867)-1896 роках.